# Parafia św. Karola Boromeusza w Piskorowicach
Parafia św. Karola Boromeusza w Piskorowicach – parafia rzymskokatolicka, znajdująca się w archidiecezji przemyskiej, w dekanacie Leżajsk I.

## Historia
Piskorowice powstały w średniowieczu. Rzymsko-katolicy należeli do parafii w Sieniawie, w dekanacie jarosławskim. W 1927 roku w Piskorowicach i Piganach było 380 wiernych. W 1900 roku przybyły siostry Służebniczki starowiejskie, które prowadziły ochronkę, a później posługiwały w parafii. W 1911 roku powstała kaplica publiczna pw. św. Karola Boromeusza.
W 1929 roku właściciel tych terenów hrabia Maurycy Zamoyski wybudował murowany kościółek, a 7 października 1930 roku została erygowana parafia, z wydzielonego terytorium parafii w Sieniawie i parafii farnej w Leżajsku, w skład której weszły Piskorowice i Pigany (427 wiernych) i Rzuchów (58 wiernych). Parafia przynależała początkowo do dekanatu leżajskiego, a od 1931 roku do nowo utworzonego dekanatu Sieniawa.
W 1966 roku władze państwowe usunęły siostry i zajęły dom zakonny. Gdy kościół okazał się za mały dla potrzeb wiernych, w 1972 roku postanowiono zbudować większy kościół, ale nie otrzymano pozwolenia. Dopiero w 1979 roku parafia otrzymała pozwolenia na remont i rozbudowę kościoła. W latach 1980–1982 zbudowano nowy kościół, według projektu architekta mgr inź. Romana Orlewicza. Kościół został poświęcony 14 listopada 1982 roku przez bpa Ignacego Tokarczuka. 18 maja 2003 roku parafia została przydzielona do dekanatu Leżajsk I.
Na terenie parafii jest 1 350 wiernych (w tym: Piskorowice – 600, Paluchy – 110, Rzuchów – 210, Chałupki Piskorowickie – 180, Osiedle PGR – 250).
Proboszczowie parafii:
1930–1958. ks. Jan Poręba
1958–1965. ks. Józef Winnicki.
1965–1966. ks. Paweł Lis.
1966–1969. ks. Józef Łasica.
1969–1984. ks. Bronisław Wawrzkiewicz.
1984–2014. ks. kan. Wincenty Skrobacz.
2014– nadal ks. Mariusz Kilar.